# Czubata (Rudawy Janowickie)
Czubata (705 m n.p.m.) – szczyt w południowo-zachodniej Polsce, w Sudetach Zachodnich, w Rudawach Janowickich.

## Położenie i opis
Czubata leży w bocznym ramieniu, odchodzącym od masywu Wielkiej Kopy ku południowi. Właściwie wyrasta z południowo-zachodniego zbocza Wielkiej Kopy. Poniżej Czubatej ramię to jeszcze się obniża, a potem wznosi do Szubienicznej i kończy się Kozimi Górkami nad Pisarzowicami.

## Budowa geologiczna
Masyw Czubatej zbudowany jest ze skał metamorficznych wschodniej osłony granitu karkonoskiego oraz skał osadowych niecki śródsudeckiej. Do pierwszej grupy należą łupki serycytowo-chlorytowo-kwarcowe, łupki kwarcowo-albitowo-chlorytowe, amfibolity i łupki amfibolitowe powstałe w dolnym paleozoiku. Do drugiej dolnokarbońskie zlepieńce, piaskowce i piaskowce szarogłazowe. Odporne na wietrzenie amfibolity tworzą na zachodnim zboczu ciąg skałek.

## Roślinność
Wzniesienie w górnej części porośnięte lasami. Niższe partie zboczy pokrywają łąki i pastwiska, a podnóża pola orne.

## Ochrona przyrody
Znajduje się na obszarze Rudawskiego Parku Krajobrazowego.